# 戦争前の原状
戦争前の原状（ラテン語: status quo ante bellum、または短縮して"status quo ante"）は、ラテン語の成句。

## 主な利用
この成句は条約において敵兵の撤退や戦前の指導者の回復を指すのに使われた。そのように使われる場合は領土の増減や経済と政治的権利の変更がないことを指す。対義語にUti possidetisがあり、これは戦争の終わりにお互いが保持した領土や財産をそのまま維持することを意味する。
この成句を一般化した現状（status quo）や原状（status quo ante）という成句もある。なお、条約以外で使われる場合、antebellum（「戦前」）はアメリカにおいては独立から南北戦争までの時期を指し（アメリカ合衆国の歴史 (1789-1849)も参照）、ヨーロッパやそれ以外においては第一次世界大戦以前の時期を指す。

## 歴史上の例
早期な例としては602年から628年まで続いた東ローマ帝国とサーサーン朝の間の東ローマ・サーサーン戦争を終わらせた条約がある。サーサーン朝は一時アナトリア半島、パレスチナ、エジプトを占領したが、東ローマ帝国のメソポタミアにおける反撃が戦争を終結させた。東ローマ帝国の東方国境が602年以前の状態に回復した。両帝国とも戦争で疲弊し、632年にアラビア半島でイスラム軍が勢力を築いたときには守備の準備ができていなかった。

### 七年戦争
1756年から1763年までの七年戦争において、戦闘を繰り広げたプロイセン王国とオーストリアはフベルトゥスブルク条約で戦争前の原状回復を定めた。オーストリアはオーストリア継承戦争でプロイセンに奪われたシュレージエン地方の奪回を狙ったが失敗した。

### 米英戦争
1812年から1815年までの米英戦争では、アメリカとイギリスが1814年12月のガン条約で戦争前の原状回復を定めた。条約の交渉において、イギリスの外交官がUti possidetis（お互いの占領地をそのまま保持すること）を提案した一方、アメリカの外交官はカナダからの割譲を要求したが、最終的にはイギリス政府からの早期和平の圧力により、イギリス領北アメリカとアメリカの両方において領土の割譲をしないことで合意した。

### サッカー戦争
「100時間戦争」としても知られるサッカー戦争は1969年、エルサルバドルとホンジュラスの間で戦われたが、間もなく米州機構の調停で停戦した。

### カールギル戦争
カールギル戦争は1999年5月から7月まで、インドとパキスタンがジャンムー・カシミールのカールギル県やライン・オブ・コントロール沿いの地帯をめぐって戦われた戦争。まずパキスタン軍がライン・オブ・コントロールのインド側に侵入したが、2か月間の戦闘の後、インド軍はインド側の領土をほぼ奪還し、パキスタン軍はライン・オブ・コントロールのパキスタン側へと撤退した。戦争が終結したとき、領土の変更はなかった。